# Вершитель (книга)
Вершитель — четвёртый том фэнтези-сериала Лабиринты Ехо авторства Макса Фрая.
По изначальной задумке автора обе повести этого тома должны были входить в предыдущий том — «Тёмная сторона», однако она была реализована только во втором издании (тогда уже не было тома с названием «Вершитель»).

## Краткое содержание

### Тёмные вассалы Гленке Тавала
Однажды вечером в Ехо вдруг начинают неожиданно умирать люди. Человек просто идёт по улице, а потом падает замертво. Утром выясняется, что в Ехо появились одинокие тени — тени уже умерших людей, каким-то образом задержавшиеся в мире. Если такая тень наползает на тень от живого человека, он умирает, а его тень присоединяется к одиноким теням, и всё продолжается с ещё большей скоростью.
Дорот - повелитель Манухов

## Отзывы и критика
Разбирая речь персонажей повести «Тёмные вассалы Гленке Тавала», Мария Захарова отмечает характерную для Макса Фрая языковую игру: «Макс Фрай пользуется разнообразными видами языковой игры, предпочитая разрушение ожиданий читателя».
В статье «Город как Другой» Е. К. Малая рассматривает психоаналитический аспект одушевления города и проводит параллель между «Тёмной стороной» у М. Фрая и «сумраком» в «Дозорах» С. Лукьяненко: «иное пространство, воплощающее желания и реагирующее на состояние входящего в него человека».